# Fresno de Río Tirón
Fresno de Río Tirón är en kommun i Spanien.   Den ligger i provinsen Provincia de Burgos och regionen Kastilien och Leon, i den norra delen av landet, 230 km norr om huvudstaden Madrid. Antalet invånare är 185. Arean är 10,0 kvadratkilometer.
Terrängen i Fresno de Río Tirón är lite kuperad.